# Johanna Holfeldová
Johanna Holfeldová (* 1999 Drážďany) je německá reprezentantka ve sportovním lezení ze saského horolezeckého klubu DAV Sächsischer Bergsteigerbund. Vicemistryně Německa a vítězka Německého poháru v lezení na obtížnost.

## Výkony a ocenění
- 2016: vítězka Německého poháru v lezení na obtížnost (dvě zlaté medaile)
- 2017: vicemistryně Německa v lezení na obtížnost

### Závodní výsledky
| Světový pohár | Světový pohár   | Světový pohár          | Světový pohár              | Světový pohár |
| Rok           | 2015            | 2016                   | 2017                       | 2018          |
| ------------- | --------------- | ---------------------- | -------------------------- | ------------- |
| Obtížnost     | 49-50           | —                      | 0                          |               |
| jednotlivě*   | 21,-,-, -,-,-,- | —                      | ,37,                       |               |
|               |                 |                        |                            |               |
| Bouldering    | 44              | 0                      | 37-38                      | probíhá       |
| jednotlivě*   | 17,-, -,-,-     | 39-40,-, 45-46,-,-,-,- | 21-22,-,21-22, -,-,-,23-24 | ,49,          |
| Kombinace*    | 11              | —                      | 109                        |               |

* poznámka: nalevo jsou poslední závody v roce
* 2. poznámka: v roce 2017 se kombinace počítala i z jedné disciplíny
| Mistrovství Německa | Mistrovství Německa | Mistrovství Německa |
| Rok                 | 2017                | 2018                |
| ------------------- | ------------------- | ------------------- |
| Obtížnost           | 2                   |                     |
| Bouldering          |                     | 2                   |
| Kombinace           |                     | 2                   |

| Německý pohár | Německý pohár |
| Rok           | 2016          |
| ------------- | ------------- |
| Obtížnost     | 1             |
| jednotlivě*   | ,,-           |

* poznámka: nalevo jsou poslední závody v roce
| Mistrovství světa juniorů | Mistrovství světa juniorů |
| Rok                       | 2017 juniorky             |
| ------------------------- | ------------------------- |
| Obtížnost                 | 15-17                     |
| Rychlost                  | 42                        |
| Bouldering                | 3                         |

| Mistrovství Evropy juniorů | Mistrovství Evropy juniorů | Mistrovství Evropy juniorů | Mistrovství Evropy juniorů | Mistrovství Evropy juniorů |
| Rok                        | 2014 kat. B                | 2015 kat. A                | 2016 kat. A                | 2017 juniorky              |
| -------------------------- | -------------------------- | -------------------------- | -------------------------- | -------------------------- |
| Obtížnost                  | 7                          | 15                         | 7-8                        |                            |
| Rychlost                   | —                          | —                          | —                          |                            |
| Bouldering                 | 13                         | 5                          | 8                          | —                          |

| Evropský pohár juniorů | Evropský pohár juniorů | Evropský pohár juniorů | Evropský pohár juniorů | Evropský pohár juniorů |
| Rok                    | 2014 kat. B            | 2015 kat. A            | 2016 kat. A            | 2017 juniorky          |
| ---------------------- | ---------------------- | ---------------------- | ---------------------- | ---------------------- |
| Obtížnost              | x                      | x                      | x                      |                        |
| jednotlivě*            |                        |                        |                        |                        |
|                        |                        |                        |                        |                        |
| Bouldering             | 15                     | 7                      | 3                      | 2                      |
| jednotlivě* (x/x/x)    | 13,9,-                 | 5,11                   | 8,11, · 6,,            | -,, · ,,-              |

* poznámka: nalevo jsou poslední závody v roce